# Pontinus tentacularis
Pontinus tentacularis es una especie de pescado perteneciente a la familia de los escorpénidos.

## Hábitat
Es un pescado marino, demersal y de clima tropical que vive entre 170-600 m de profundidad.

## Distribución geográfica
Se encuentra desde la Reunión y Mauricio hasta las Filipinas.

## Observaciones
Es inofensivo para los humanos.